# Октябрьский (Витебская область)
Октя́брьский (белор. Акцябрскі) — посёлок в Чашникском районе Витебской области Беларуси.

## География
Расположен в 15 км на северо-северо-восток от города Чашники. Связан с райцентром асфальтированной дорогой и линией узкоколейной железной дороги (ныне демонтирована).

## История
Основан в 1926 году как посёлок при торфодобывающем предприятии «1 Мая». Первоначальное название — Жаренки (1-е и 2-е). Сначала находился между деревнями Грушино и Большой Ведренью («Старый Посёлок»). В 1949 году, в связи с истощением запасов торфа, перенесён на современное место. С 1967 — посёлок Октябрьский.

## Население
Население — 300 человек (1996).

## Промышленные предприятия
- Торфзавод «1 Мая».

## Инфраструктура
Посёлок в прошлом — центр поселкового совета, ныне в Иванском сельсовете. Работает магазин, библиотека (в здании бывшего сельсовета), клуб, почта, баня. Раньше была школа и детский сад (закрыты), больница (ныне поликлиника), аптека, столовая.

## Памятники истории
У деревни Ухлё — обелиск на братской могиле 21 мирного жителя, расстрелянных гитлеровскими оккупантами 11 сентября 1942 г. (установлен в 1959 г.).